# Trädopuntia
Trädopuntia (Opuntia monacantha) är en art växt inom släktet opuntior (Opuntia) och familjen kaktusväxter. Arten förekommer naturligt i södra Brasilien och Paraguay, Argentina och Uruguay. Arten odlas som krukväxt i Sverige.
I Sydeuropa har den använts som häckväxt, och kommit satt spritt sig och förekommer nu vildväxande särskilt på industritomter och andra störda ytor.
Arten bildar små träd, till 2 meter höga. Grensegmenten är ovala till utdragna med avsmalnande bas, glänsande gröna, relativt tunna, 10-30 cm långa. Areolerna sitter glest. Glochiderna är brunaktiga och bär vanligen en tagg, ibland 2-3, de är raka, bruna, 3-4 cm långa.
Blommorna är djupt till blekt gula, till 5-8 cm i diameter. De yttre hyllebladen har en rödaktig mittstrimma. Frukten är ett bär, det är som moget rött och saknar taggar, till 7 cm långt.

## Synonymer
Cactus monacantha Willdenow
Opuntia arechavaietae Spegazzini
Opuntia brunneogemmia (F. Ritter) Schlindwein
0puntia. monacantha subsp. brunneogemmia (F. Ritter) P.J. Braun & Esteves
Platyopuntia brunneogemmia F. Ritter